# Штромбах, Ярослав
Ярослав Штромбах (чеш. Jaroslav Štrombach; 10 июля 1896, Лоуни, Австро-Венгрия — 27 мая 1931, Харьков, СССР) — чехословацкий и советский военный деятель, легионер, участник Первой мировой войны и Гражданской войны в России. Начдив. В 1931 году был обвинен в подготовке заговора и расстрелян. 

## Биография
Родился в городе Лоуни, будучи старшим сыном в семье Антонина Штромбаха и его жены Анны, урожденной Мансфельд. Его отец владел типографией и издательством в Лоунах, которые должны были перейти Ярославу после его смерти. После окончания городской школы он начал учиться в гимназии.

### Первая мировая война
Когда началась война он записался добровольцем в австро-венгерскую армию в Хомутове, откуда в 1915 году был переведен в 75-й пехотный полк в Йиндржихув-Градец. Оттуда он вместе со своим подразделением был отправлен в Галицию, где в сентябре 1915 года дезертировал и сдался русским войскам. После нескольких месяцев, проведенных в лагерях для заключенных под Киевом и Саранском, в середине 1916 года он записался добровольцем в новообразованный Чехословацкий корпус. Однако массовый набор чешских и словацких военнопленных был разрешен только Временным правительством после Зборовского сражения в августе 1917 г. Несмотря на это, Штромбаху удалось вступить в корпус в ноябре 1916 г., после чего он был назначен в 3-й полк Яна Жижки. Уже в легионах он проникся левыми идеями и подружился с единомышленников легионером и писателем Ярославом Гашеком.

### Гражданская война в России
В ноябре 1917 года произошла Октябрьская революция, и власть в стране захватило коммунистическое правительство в Москве. Вскоре после этого Штромбах дезертировал из корпуса. Сначала он сотрудничал с белогвардейцами, но после вступил в ряды Красной армии, а также стал членом РКП(б). Он стал командиром вновь сформированного в Киеве интернационального полка численностью около 350 человек, получившего название 1-й Чехословацкий революционный полк.
Штромбах со своим подразделением в мае 1918 года принимал участие в Пензенской операции против Чехословацкого корпуса, и в подавлении восстания в Саратове. За участие в боевых столкновениях с Чехословацким корпусом был заочно осужден полевым легионерским судом за измену чехословацкому народу. 
При этом Штромбах продолжал подниматься по карьерной лестнице: командовал 3-й бригадой 11-й стрелковой дивизии в боях с генералом Деникиным, а в 1920 году был назначен командиром 54-й бригады, воевавшей на Кавказе. Участвовал во взятии Тифлиса, за что был награжден орденом Красной Звезды.
Поселился в России, где они со своей спутницей ждали ребенка. В 1921 году они вместе отправились в Чехословакию, где посетили его семью в Лоуни. Из-за преследования со стороны чехословацких властей, Штомбах вместе со своей спутницей вернулся в СССР, где продолжил свою карьеру в рядах Красной армии, со временем дослужившись до должности командира 44-й стрелковой дивизии в Житомире.

## Арест и смерть
В декабре 1930 года стал жертвой сталинских репрессий и был арестован вместе с некоторыми другими соотечественниками, обосновавшимися на Украине, обвинен в сотрудничестве с чехословацкой разведкой и в подготовке антисоветского заговора. Под давлением следователей он признался в сфабрикованных обвинениях и впоследствии был приговорен военным судом к смертной казни через расстрел. Приговор был исполнен 27 мая 1931 года в Харькове.